# Limenitis oronoco
Limenitis oronoco är en fjärilsart som beskrevs av Archibald C. Weeks 1906. Limenitis oronoco ingår i släktet Limenitis och familjen praktfjärilar. Inga underarter finns listade i Catalogue of Life.